# Jacqueline Hewitt
Pour les articles homonymes, voir Hewitt.
Jacqueline Hewitt (née le 4 septembre 1958 à Washington) est une astrophysicienne américaine. Elle dirige l'équipe qui a observé pour la première fois des anneaux d'Einstein.

## Biographie
Elle étudie d'abord au Bryn Mawr College d'où elle sort diplômée en économie en 1980. Pendant sa deuxième année d'étude elle y suit les cours d'astronomie qui la poussent à poursuivre dans cette voie. Elle poursuit alors ses études au Massachusetts Institute of Technology où elle appréhende la physique comme clefs de la compréhension de l'astronomie.
Durant ces études elle commence — avec le professeur Frank Ockenfels — à étudier les lentilles gravitationnelles à l'aide du radiotélescope VLA dans la plaine de San Augustin au Nouveau-Mexique.
Elle obtient son doctorat de physique en 1986 et poursuit ses recherches au MIT en tant que post-doctorante au sein de l'unité VLBI de 1986 à 1988,,.
C'est là qu'en analysant les données du VLA elle a observe dans la constellation du lion l'objet MG1131+0456 et l'identifie comme un anneau d'Einstein, ainsi observés pour la première fois plus de cinquante ans après la prédiction de leur existence par Albert Einstein,.
À la fin de son post-doctorat elle part pour une année de recherche supplémentaire au département des sciences astrophysiques de l'université de Princeton, puis devient professeur de physique assistante au MIT en 1989. En juin 2002 elle devient directrice de l'Institut Kavli du MIT (MIT Kavli Institute for Astrophysics & Space Research de son nom complet).

## Récompenses
Pour ses observations des anneaux d'Einstein, Jacqueline Hewitt reçoit le prix d'astronomie Annie J. Cannon en 1989 puis la bourse de la David and Lucile Packard Foundation en 1990.
Pour son travail sur les lentilles gravitationnelles ses collègues du MIT la nomme pour le Harold E. Edgerton Award en 1994 et 1995.
En 1995 elle est récipiendaire du prix Maria Goeppert-Mayer pour ses travaux en radioastronomie,.

## Vie personnelle
Mariée au physicien nucléaire Robert P. Redwine depuis 1988 (également enseignant au MIT), elle a avec celui-ci deux fils : Keith (1988) et Jonathon (1993),.